# Kiekeberg
Der Kiekeberg in Vahrendorf im niedersächsischen Landkreis Harburg ist mit 127,1 m ü. NHN nach dem Langen Stein (129 m) die zweithöchste Erhebung des zur Luheheide gehörenden Harburger Hügellandes.

## Geographische Lage
Der Kiekeberg erhebt sich 1,6 km südöstlich der Grenze von Niedersachsen zu Hamburg. Sein Gipfel liegt 600 m nordwestlich des Vahrendorfer Ortskerns, 850 m südsüdwestlich von Ehestorf und 600 m ostsüdöstlich von Alvesen; sie alle sind Ortsteile der Gemeinde Rosengarten. Etwa 430 m südwestlich befindet sich der Gipfel des Langen Steins.
Auf dem Kiekeberg liegen Teile des Landschaftsschutzgebiets Rosengarten-Kiekeberg-Stuvenwald (CDDA-Nr. 323951; 1965 ausgewiesen; 58,688 km² groß).

## Naturräumliche Zuordnung
Der Kiekeberg gehört in der naturräumlichen Haupteinheitengruppe Lüneburger Heide (Nr. 64) und in der Haupteinheit Luheheide (644) zur Untereinheit Harburger Hügelland (644.0). Nach Nordwesten und Westen leitet die Landschaft in die zum Naturraum Schwarze Berge (640.00) gehörenden Harburger Berge über.

## Geschichte
Der Kiekeberg war schon zur Kaiserzeit beliebtes Reiseziel für Ausflügler und Wanderer. Auf der Erhebung befand sich bis zum Ende des Zweiten Weltkriegs zum Gedenken an Otto von Bismarck der Aussichtsturm Bismarckturm, der 1945 von deutschen Truppen gesprengt wurde. Die Attraktivität des Kiekebergs für Ausflügler blieb weiter bestehen. Er bietet durch das Freilichtmuseum am Kiekeberg, den Gasthof Kiekeberg und den nahen Wildpark Schwarze Berge verschiedene Ausflugsziele. Seit 2003 fährt ein Bus des Hamburger Verkehrsverbunds den Kiekeberg von Hamburg-Harburg aus an.

## Gradmessung

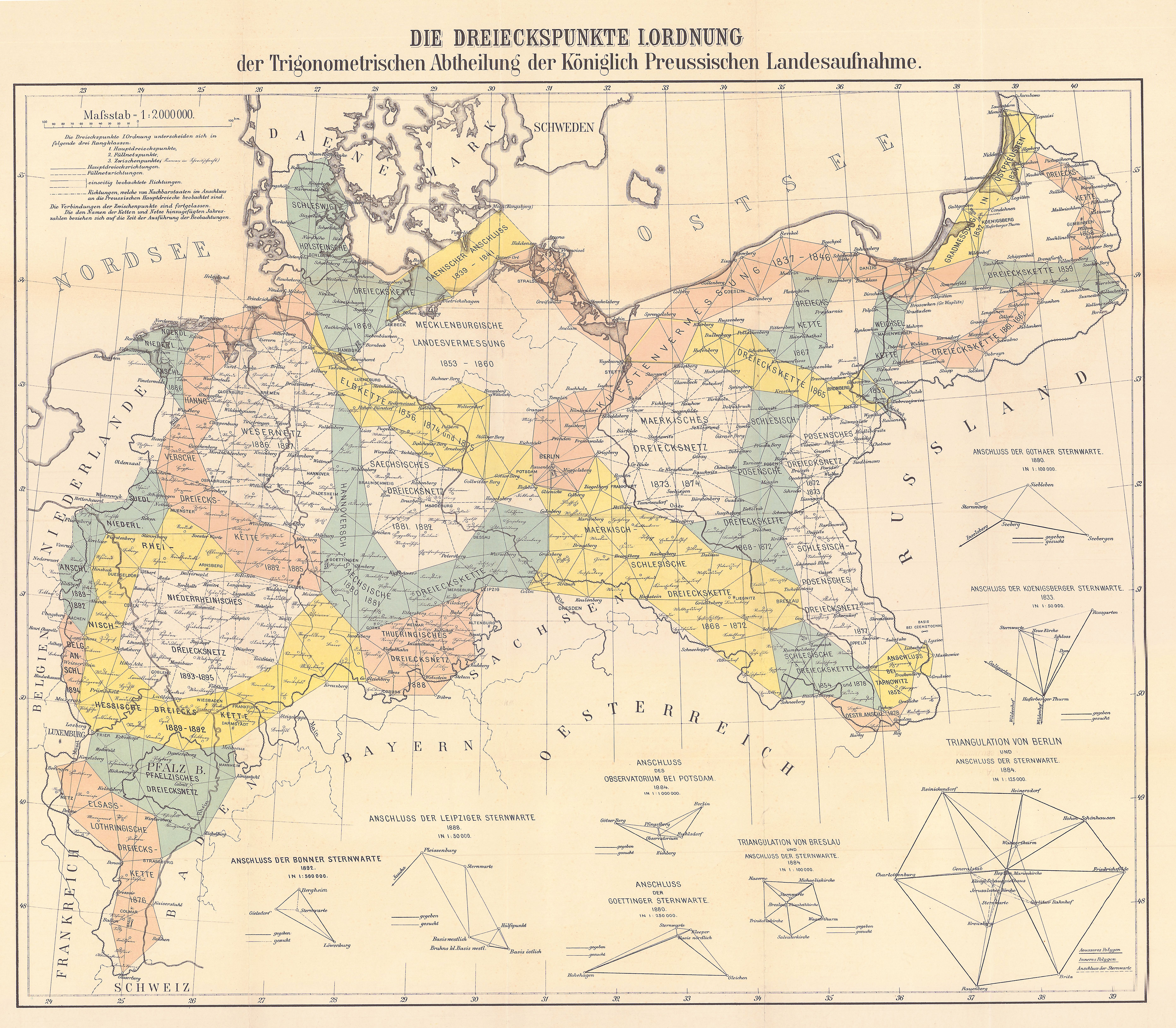
TP Vahrendorf im Hauptdreiecksnetz der Trigonometrischen Abteilung der Königlich Preußischen Landesaufnahme

Der Triangulationspunkt TP Vahrendorf 4/2525 wurde unter Johann Jacob Baeyer Teil der Europäische Gradmessung und war zuvor als Station Vahrendorf Teil der Arbeit von Heinrich Christian Schumacher. Er war sichtbar vom
- TP Baursberg (Blankenese),
- der Station 1732 der Königlich-Preußischen Landestriangulation auf dem Wilseder Berg,[4]
- Litberg,
- Steinhöhe (Hohe Geest, Ostheide) und
- Havighorst.